# Paracontias tsararano
Paracontias tsararano — вид сцинкоподібних ящірок родини сцинкових (Scincidae). Ендемік Мадагаскару.

## Поширення і екологія
Paracontias tsararano мешкають на північному сході острова Мадагаскар, в районі Царарано на кордоні регіонів Сава і Аналанджірофу. Вони живуть у вологих тропічних лісах, на висоті понад 710 м над рівнем моря. Ведуть нічний спосіб життя.